# Зворотне рівняння
Алгебраїчні рівняння виду:
{\displaystyle a_{0}x^{2n+1}+a_{1}x^{2n}+a_{2}x^{2n-1}+...+a_{n}x^{n+1}+{\lambda }a_{n}x^{n}+{\lambda }^{3}a_{n-1}x^{n-1}+...+{\lambda }^{2n-1}a_{1}x+{\lambda }^{2n+1}a_{0}=0,\qquad (1)}
{\displaystyle a_{0}x^{2n}+a_{1}x^{2n-1}+a_{2}x^{2n-2}+...+a_{n-1}x^{n+1}+a_{n}x^{n}+{\lambda }a_{n-1}x^{n-1}+{\lambda }^{2}a_{n-2}x^{n-2}+...+{\lambda }^{n-1}a_{1}x+{\lambda }^{n}a_{0}=0\qquad (2)}
називаються зворотними, де {\displaystyle \lambda \ } — фіксоване число і {\displaystyle a_{0}\neq 0}. При {\displaystyle {\lambda }=1} такі рівняння називають симетричними.

## Розв'язання
Зворотне рівняння непарного степеня (1) завжди має корінь {\displaystyle x=-{\lambda }}, оскільки це рівняння завжди можна переписати у вигляді
{\displaystyle a_{0}(x^{2n+1}+{\lambda }^{2n+1})+a_{1}x(x^{2n-1}+{\lambda }^{2n-1})+...+a_{n-1}x^{n-1}(x^{3}+{\lambda }^{3})+a_{n}x^{n}(x+{\lambda })=0}.
Після ділення лівої частини на {\displaystyle x+{\lambda }} отримаємо зворотне рівняння парного степеня.
Для розв'язку рівняння парного степеня поділимо (2) на {\displaystyle x^{n}}, оскільки {\displaystyle x=0} не є його коренем, і згрупувавши члени отримаємо:
{\displaystyle a_{0}\left(x^{n}+\left({\frac {\lambda }{x}}\right)^{n}\right)+a_{1}\left(x^{n-1}+\left({\frac {\lambda }{x}}\right)^{n-1}\right)+...+a_{n-1}\left(x+{{\lambda } \over x}\right)+a_{n}=0\qquad (3)}.
Зробимо заміну {\displaystyle t={x+{{\lambda } \over x}}}, після чого отримаємо наступні вирази:
{\displaystyle x^{2}+\left({\frac {\lambda }{x}}\right)^{2}=t^{2}-2{\lambda },}
{\displaystyle x^{3}+\left({\frac {\lambda }{x}}\right)^{3}=\left(x+{{\lambda } \over x}\right)^{3}-3{\lambda }\left(x+{{\lambda } \over x}\right)=t^{3}-3{\lambda }t,}
{\displaystyle x^{4}+\left({\frac {\lambda }{x}}\right)^{4}=\left(x+{{\lambda } \over x}\right)^{4}-4{\lambda }\left(x^{2}+{{\lambda }^{2} \over x^{2}}\right)-6{\lambda }^{2}=t^{4}-4{\lambda }t^{2}+2{\lambda }^{2},}
і т. д., тоді рівняння (3) степеня {\displaystyle 2n} відносно {\displaystyle x} запишемо у вигляді рівняння степеня {\displaystyle n} відносно {\displaystyle t}. Тепер якщо вдасться розв'язати отримане рівняння, то знайдуться всі корені рівняння (2).